# Ondřej Pavelec
Ondřej Pavelec (Kladno, 31 agosto 1987) è un hockeista su ghiaccio ceco professionista che gioca nel ruolo di portiere. Dalla stagione 2011-2012 gioca nella National Hockey League con la squadra dei Winnipeg Jets.